# Caspar Wistar

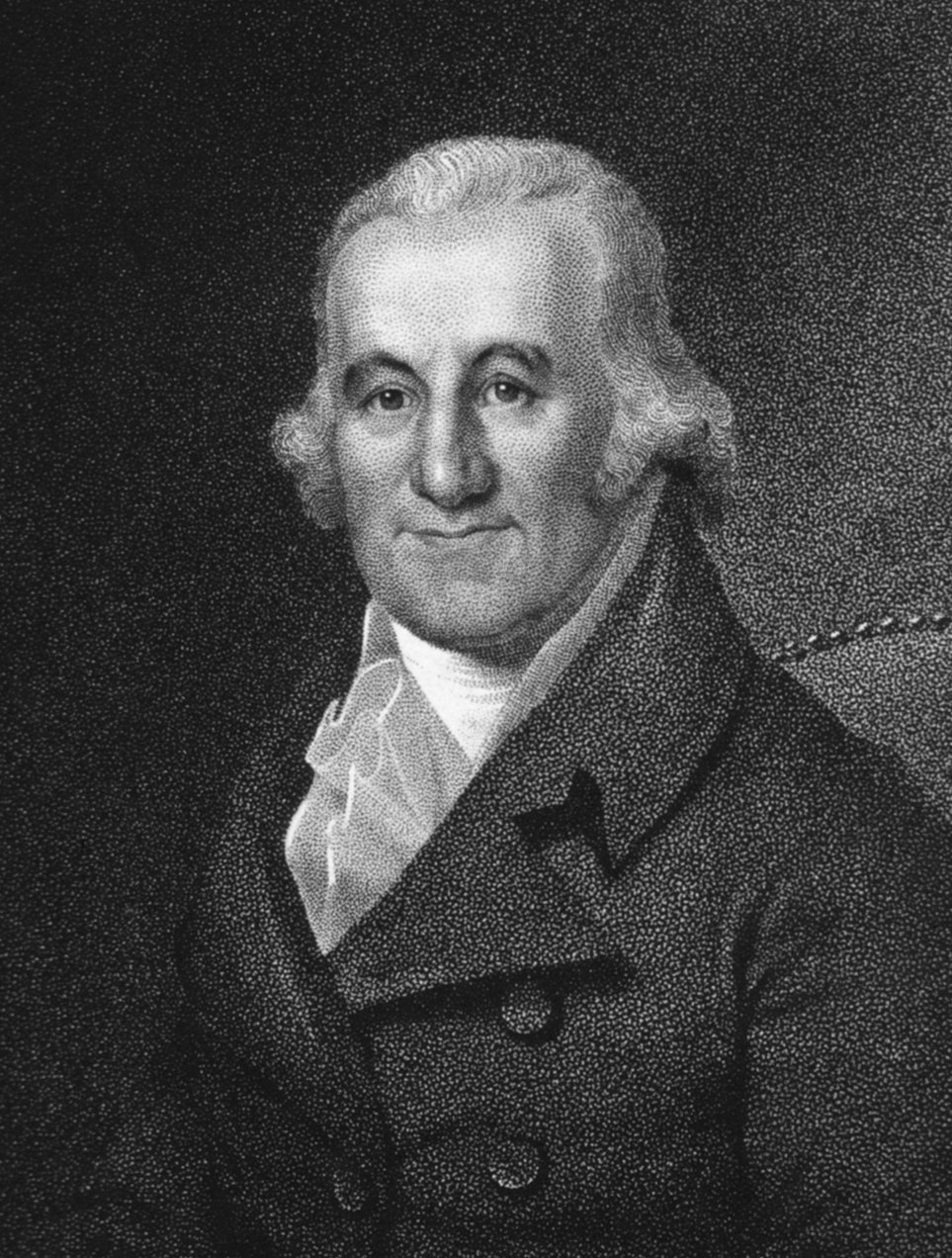
Caspar Wistar

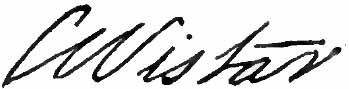
Caspar Wistars Unterschrift

Caspar Wistar (* 13. September 1761 in Philadelphia, Province of Pennsylvania; † 22. Januar 1818) war ein amerikanischer Arzt und Anatom.

## Leben und Wirken
Caspar Wistar wurde als Sohn von Thomas Wistar und Mary Waln Wistar geboren. Er war der Enkel von Caspar Wistar sen. (1696–1752), einem deutschen Einwanderer und Quäker. 1788 heiratete er Isabella Marshall, die aber zwei Jahre später verstarb. 1798 ehelichte er Elizabeth Mifflin.
Wistar studierte Medizin in Edinburgh, legte dort 1786 sein Examen ab und lehrte nach seiner Rückkehr in die Vereinigten Staaten an der medizinischen Fakultät der University of Pennsylvania. Hier entwickelte er anatomische Modelle und beschäftigte sich mit der Konservierung von menschlichen Organen mittels Wachs-Injektionen. Das von Wistat begründete Museum der Universität mit seiner wertvollen anatomischen Sammlung wurde später von seinem Nachfolger William Edmonds Horner (1793–1853) weitergeführt. 
Wistar war ein Befürworter der Impfung. Bei der Behandlung von Gelbfieber-Patienten während der Epidemie im Jahr 1793 infizierte er sich selbst an dieser Krankheit. In Fachkreisen wurde Wistar als Verfasser medizinischer Lehrbücher wie dem zweibändigen A System of Anatomy (1811–1814) bekannt.
1787 wurde er Mitglied der American Philosophical Society und stand dieser Gesellschaft zwischen 1815 und 1818 als Präsident vor. Er übernahm das Amt von Thomas Jefferson. 1803 wurde Wistar in die American Academy of Arts and Sciences gewählt.

## Ehrungen
Der Botaniker Thomas Nuttall benannte zu Ehren von Wistar die Gattung Wisteria, zu der die als Blauregen bekannte Zierpflanze gehört. Die Schreibweise Wisteria (statt Wistaria) war zwar ein etymologischer Fehler, ist aber nach den Regeln der botanischen Nomenklatur (Internationaler Code der Botanischen Nomenklatur) beizubehalten.